# Gustav Kilian (Radsportler)
Gustav Kilian (* 3. November 1907 in Luxemburg; † 19. Oktober 2000 in Dortmund) war ein deutscher Profi-Radrennfahrer und Radsporttrainer. Seine letzte Ruhe hat er auf dem Friedhof Dortmund-Kemminghausen gefunden.

## Karriere als Rennfahrer
Gustav Kilian bestritt zwischen 1925 und 1951 mit verschiedenen Partnern 125 Sechstagerennen. Insgesamt 34 Mal stand er als Sieger auf dem Podest, 29 dieser Erfolge teilte er sich mit seinem langjährigen Partner Heinz Vopel. Dieser Rekord wurde erst im Jahre 2002 durch das Schweizer Duo Bruno Risi und Kurt Betschart eingestellt. Anfang 1934 wurde die Mannschaft Kilian/Vopel auf Betreiben von Kilians Vater zu einer dauerhaften Kombination. Von 1934 (in Cleveland) bis 1951 (in Berlin) traten sie gemeinsam (nur wenige Male mit anderen Partnern) bei Sechstagerennen an.
Als die Nationalsozialisten zum 1. Januar 1934 neue Wettkampfrichtlinien erlassen hatten, wurden die Sechstagerennen für Fahrer und Zuschauer unattraktiv, und in Deutschland fanden nur noch zwei statt, nämlich in Dortmund und Berlin. Kilian und Vopel erhielten vom amerikanischen Veranstalter Spencer nach ihrem starken Rennen in London Verträge und fuhren bis 1941 Sechstagerennen in den USA. Dort starteten sie im Hakenkreuz-Trikot und zeigten den Hitlergruß. Nach anderen Angaben (die sich auf zeitgenössische Quellen berufen) starteten sie nicht in Trikots mit dem Hakenkreuz, sondern fuhren in Trikots ihres Dürkopp-Rennstalles. Das Verbandsorgan Der Deutsche Radfahrer betonte allerdings, dass die Fahrer sich „weigerten, in New York das Rennen in Angriff zu nehmen, weil man schwarzweißrote Fähnchen auf ihrer Box als Nationalfahne befestigt hatte“. Obwohl die Nationalsozialisten Sechstage-Rennen und Profiradsport ablehnten, schmückten sie sich mit den Siegen des Duos, das von Hermann Göring empfangen und 1938 wegen seines „deutschen Auftretens“ in den USA mit 5000 Reichsmark von der „Wilhelm-Gustloff-Stiftung“ belohnt wurde. Am 14. Juni 1938 beantragte Kilian die Aufnahme in die NSDAP und wurde zum 1. August desselben Jahres aufgenommen (Mitgliedsnummer 6.096.030). Im November 1940 wurden die beiden Fahrer beim Sechstagerennen in Chicago von den Zuschauern ausgebuht, weil sie sich nach ihrem Sieg Armbinden mit einem Hakenkreuz übergestreift hatten.
Nach Ende des Zweiten Weltkriegs bestritt Kilian noch weitere Sechstagerennen und fügte seiner Erfolgsbilanz drei weitere Siege hinzu, anfangs noch als Luxemburger, da er diese Staatsangehörigkeit 1948 wieder angenommen hatte. So rangiert er in einer Rangliste von 1949 als Erster der erfolgreichsten ausländischen „Dauerfahrer“. Zudem fuhr er Steherrennen und stand bei Deutschen Meisterschaften mehrfach als Dritter auf dem Podium. Er beendete seine aktive Karriere im Jahr 1954.

## Erfolge als Trainer
Nachdem Kilian bereits 1960 den deutschen Bahnvierer (Mannschaftsverfolgung) trainiert hatte, begann im selben Jahr seine zweite Karriere als Bundestrainer der Radamateure. Bis 1977 gewannen von ihm betreute Sportler bei Weltmeisterschaften und Olympischen Spielen 16 Gold-, 13 Silber- und 7 Bronzemedaillen, und die Mannschaft erhielt unter seiner Ägide den Beinamen Gold-Vierer. Gustav Kilian, den man in Deutschland „den Goldschmied“ und „den eisernen Gustav“ nannte, ist damit bis heute einer der erfolgreichsten Radsporttrainer weltweit.
Eine der schwärzesten Stunden von Kilians Karriere als Bundestrainer war sicherlich der Finallauf des Bahn-Vierers gegen Dänemark um die Goldmedaille bei den Olympischen Spielen 1968 in Mexiko: Der deutsche Vierer wurde im Finale disqualifiziert, weil der deutsche Fahrer Jürgen Kißner einen Mannschaftskollegen berührt hatte. Das wurde als „unerlaubtes Anschieben“ gewertet, weil der französische Text der seinerzeit gültigen Wettkampfbestimmungen zwischen 'schieben' und 'anschieben' nicht unterscheidet (franz. 'pousser'). Die italienische Mannschaft, der anstelle der deutschen die Silbermedaille übergeben werden sollte, weigerte sich aus Protest gegen diese Entscheidung der Jury, an der Siegerehrung teilzunehmen. 1969 beschloss die IOC-Exekutive, dem BDR-Vierer trotz Disqualifikation die Silbermedaillen auszuhändigen.
1977, nach der Niederlage des bundesdeutschen Bahnvierers gegen den der DDR im WM-Finale in San Cristóbal, erklärte Gustav Kilian am Tag seines 70. Geburtstages seinen Rücktritt als Bundestrainer.
Kilians Trainingsmethoden waren überaus modern, indem er einerseits von seinem eigenen Erfahrungsschatz als Athlet profitierte und andererseits im ständigen Dialog mit anderen Trainern sein Training modernisierte. Gustav Kilian zählte neben Emil Beck (Fechten) und Karl Adam (Rudern) zu den großen Drei unter den Trainer-Autodidakten im bundesdeutschen Sport. Kilians Training war in der Leichtathletik am ehesten mit Mihály Iglói vergleichbar, da er neben den harten Trainingselementen immer im Sinne von Stil-Training auf den runden Tritt achtete und das Training abbrach, wenn dieser nicht mehr gehalten werden konnte.

## Ehrungen

### Auszeichnungen
Als Trainer des „Gold-Vierers“ wurde er zusammen mit der Mannschaft zum Sportler des Jahres 1973 gewählt.
1975 wurde Gustav Kilian das Bundesverdienstkreuz 1. Klasse und 1981 das Große Bundesverdienstkreuz verliehen. 1978 erhielt er die Fair-Play-Trophäe der UNESCO, im selben Jahr ernannte ihn der Bund Deutscher Radfahrer zum Ehrenmitglied. Am 12. Dezember 1986 wurde Kilian mit dem Verdienstorden des Landes Nordrhein-Westfalen ausgezeichnet. 1997, anlässlich seines 90. Geburtstages, ehrte ihn die deutsche Sportpresse als „Sportler des Jahrhunderts“. Am 6. Mai 2008 wurde Kilian in die Hall of Fame des deutschen Sports aufgenommen, eine Ehrung, die wegen seiner NS-vergangenheit auch auf Kritik stieß.

### Kilian als Namensgeber
In seiner Heimatstadt Dortmund wurde 2010 in der Nähe des Trainingszentrums von Borussia Dortmund in Brackel der Gustav-Kilian-Weg nach ihm benannt.

## Familiäres
Kilians Sohn Gus (Gussy) war ebenfalls einige Jahre als Berufsfahrer aktiv, konnte aber nicht an die Erfolge seines Vaters anknüpfen.